# Verklaring van Durban
De Verklaring van Durban (Durban Declaration) is een verklaring van 5000 wetenschappers van gerenommeerde instellingen uit verschillende delen van de wereld waarin zij stellen dat volgens de geldende en algemeen aanvaarde wetenschappelijke inzichten het hiv de oorzaak is van de ziekte aids. 
De verklaring werd gepubliceerd in het tijdschrift Nature nummer 406 van 6 juli 2000. De verklaring was een reactie op een controverse rond president Thabo Mbeki van Zuid-Afrika, die contacten had onderhouden met wetenschappers die beweerden dat hiv niet de oorzaak is van aids.
De verklaring stelt onder andere: "Het bewijs dat aids veroorzaakt wordt door hiv-1 of hiv-2 is zuiver, volledig en ondubbelzinnig, en voldoet aan de hoogste wetenschappelijke normen" ("The evidence that AIDS is caused by HIV-1 or HIV-2 is clear-cut, exhaustive and unambiguous, meeting the highest standards of science").